# 韓国情報通信大学校
韓国情報通信大学校（かんこくじょうほうつうしんだいがっこう、朝鮮語: 한국정보통신대학교、英語: Information and Communications University）は、かつて大韓民国に存在した国立大学。
大田広域市儒城区に本部を置いていたが、2009年にKAISTに統合され廃止となった。

## 概要
大韓民国情報通信部やIT企業などが共同出資して1997年に創立。カリキュラムの編成にあたってはカーネギーメロン大学など世界のIT教育機関のそれを参考にした。
授業は全て英語で行われており、3年で学部教育を修了の後、4年半で修士・博士の学位を取得できるシステムであった。

## 設置学部
- 工学部
- 経営学部